# مات كارتر (سائق سباق)
مات كارتر (بالإنجليزية: Matt Carter)‏ هو سائق سباق أمريكي، ولد في 13 مايو 1981 في Denver, North Carolina ‏ في الولايات المتحدة.

## وصلات خارجية
- مات كارتر على موقع Racing-Reference.info (الإنجليزية)